# MailTime
MailTime是一款适用于IOS和Android设备的电子邮件和短信应用程序，它由MailTime Technology Inc. 于2014年9月推出。 2014年9月9日登陸App Store (iOS/iPadOS) ，一開始該軟件只支持添加单个Gmail帐户，而且也只支持英语。2015年5月，該軟件支持的語種增加至12种语言，並且用戶還可以在該軟件上添加多个帐户。 除了Gmail賬戶，用戶還可以在MailTime应用程序中添加 Outlook.com 、Yahoo!邮件、 Outlook.com 、 ICloud 、Google Apps、Office 365、AOL、Mail.Ru、网易163以及腾讯QQ邮箱賬戶。 